# Yoho Nemzeti Park
A Yoho Nemzeti Park mint a kanadai Sziklás-hegység nemzeti és tartományi parkjainak egy tagja került fel 1984-ben a világörökség listájára. A park a Nagy Kontinentális Vízválasztó nyugati lejtőjén fekszik, Brit-Columbia délkeleti részén. Délen a Kootenay Nemzeti Park, keleten a Banff Nemzeti Park határolja.
A park neve egy krí (Cree) indián szóból ered, jelentése „csoda”. Az 1886-ban alapított park 1313 km²-es területével a legkisebb a négy hegyi nemzeti park közül. A többihez hasonlóan itt is jellemzőek a magas hegyek, gleccserek, zuhatagok és tavak. A Kicking Horse-folyót két hatalmas jégmező, a Wapta és Waputik táplálja. Növényzetét a nedves éghajlat határozza meg, jellegzetessége a rengeteg ehető gombafajta. Állatvilága is a szomszédos nemzeti parkokkal hasonló vonásokat mutat, itt is a legismertebb állat a grizzly medve, de található fehérfarkú és jávorszarvas, valamint fekete medve is. A magasabb helyeken havasi kecske él.
Ami a nemzeti parkot igazán egyedivé teszi, az a Burgess-pala, a világ egyik legjelentősebb fosszília-lelőhelye. Az 530 millió éves maradványok közül jelentős föld- és élettörténeti bizonyítékok kerültek elő. Különösen a Trilobiták példányai híresek. A lelőhely 1981 óta csak engedéllyel látogatható. A látogatók figyelmét azonban sokkal jobban felkeltik a földpiramisok, az erózió által lecsupaszított kőzettömbök.

## Külső hivatkozások
- A NP honlapja
- A NP ismertetése